# Stadio Giuseppe Meazza
Stadio Giuseppe Meazza is een voetbalstadion in Milaan (Italië). Het wordt gedeeld door AC Milan en Internazionale, ondanks hun grote rivaliteit. De officiële naam van het stadion is Stadio Giuseppe Meazza, naar een speler die voor beide clubs uitkwam. Het stadion wordt ook wel genoemd of staat beter bekend als het San Siro stadion, naar de wijk waarin het stadion ligt.

## Geschiedenis
Het stadion werd in 1925 gebouwd in het district San Siro. De eerste wedstrijd in het stadion was een kraker van AC Milan tegen Internazionale in 1926, het werd 3-6 voor Inter. In 1956 werd er een tweede ring in gebouwd.
In 1979 werd het officieel hernoemd naar Giuseppe Meazza, die met name bij Inter furore maakte. In 1989 werd het stadion gerenoveerd, met het oog op het WK voetbal van 1990.
Het is een mythe dat het stadion tijdens de thuiswedstrijden van Inter het Stadio Giuseppe Meazza heet en bij die van AC Milan het San Siro. Stadio San Siro was de officiële naam van het stadion tot de naamsverandering in 1979, sindsdien heet het in alle officiële communicatie Stadio Giuseppe Meazza. In de volksmond blijft San Siro echter nog erg gangbaar, omdat het die naam meer dan vijftig jaar heeft gedragen.

## Nederlandse en Belgische successen
Tot nu toe wisten vier Nederlandse en twee Belgische clubs in het stadion van de thuisspelende ploeg te winnen: AC Milan - SV Waregem werd 1-2 (1985-86) en AC Milan - Roda JC werd 0-1 (28 februari 2002), net als Internazionale - Feyenoord op 4 april 2002 en AC Milan - Club Brugge in 2003. Op 8 december 2010 won Ajax met 0-2 van AC Milan, Inter-FC Amsterdam 1-2 23 oktober 1974, met twee doelpunten Nico Jansen.
Daarnaast was Feyenoord succesvol in de Europacup I-finale in 1970: daarin won het met 2-1 van het Schotse Celtic.
Ajax verloor in het stadion met 1-0 van AC Milan in de UEFA Super Cup 1973, maar won daarna de thuiswedstrijd met 6-0.

## Belangrijke wedstrijden
- 3 juni 1934: Italië - Oostenrijk 1-0 (halve finale WK voetbal 1934)
- 27 mei 1965: Internazionale - Benfica 1-0 (finale Europacup 1)
- 6 mei 1970: Feyenoord - Celtic FC 2-1 (finale Europacup 1)
- 24 juni 1990: Nederland - West-Duitsland 1-2 (1/8 finale WK voetbal 1990)
- 23 mei 2001: Bayern München - Valencia 1-1, 5-4 na penalty's (finale UEFA Champions League)
- 28 mei 2016: Real Madrid - Atlético Madrid 1-1, 5-3 na penalty's (finale van de UEFA Champions League)

### WK-interlands
| № | Datum        | Wedstrijd                                     | Uitslag | Competitie | Toeschouwers |
| - | ------------ | --------------------------------------------- | ------- | ---------- | ------------ |
| 1 | 27 mei 1934  | Zwitserland – Nederland                       | 3 – 2   | WK 1934    | 40.000       |
| 2 | 31 mei 1934  | Duitsland– Zweden                             | 2 – 1   | WK 1934    | 15.000       |
| 3 | 3 juni 1934  | Italië – Oostenrijk                           | 1 – 0   | WK 1934    | 60.000       |
| 4 | 8 juni 1990  | Argentinië – Kameroen                         | 0 – 1   | WK 1990    | 73.780       |
| 5 | 15 juni 1990 | West-Duitsland – Verenigde Arabische Emiraten | 5 – 1   | WK 1990    | 71.169       |
| 6 | 19 juni 1990 | West-Duitsland – Colombia                     | 1 – 1   | WK 1990    | 72.510       |
| 7 | 24 juni 1990 | West-Duitsland – Nederland                    | 2 – 1   | WK 1990    | 74.559       |
| 8 | 1 juli 1990  | Tsjecho-Slowakije – West-Duitsland            | 0 – 1   | WK 1990    | 73.347       |

## Concerten
- Juni 1992: Antonello Venditti trad op voor 80.000 man tijdens zijn tournee Da San Siro a Samarcanda.
- 2 juni 2007: Concert van Laura Pausini. Het eerste concert van een vrouwelijke artiest in het San Siro Stadion.
- 7 juni 2012: Bruce Springsteen speelde gedurende 3 uur en 40 minuten met zijn E Street Band in het uitverkochte stadion.
- 14 juni 2012: optreden van Madonna
- 28 en 29 juni 2014: optreden van One Direction voor 115.931 fans tijdens de Where We Are Tour.
- 13 en 14 juli 2024: optreden van Taylor Swift met haar The Eras Tour.